# Rajd Polski 1974

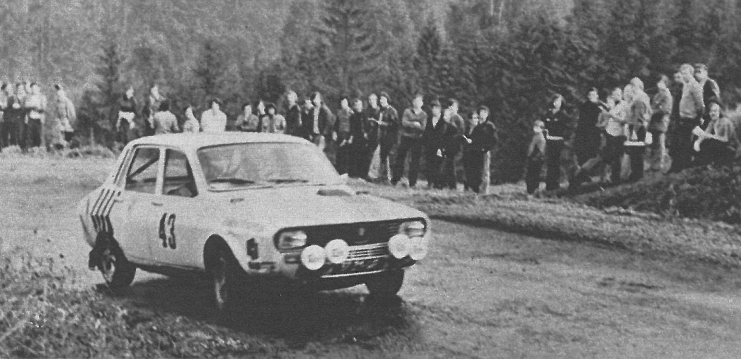
Błażej Krupa podczas Rajdu Polski 1974 zajął drugie miejsce

Rajd Polski 1974 (34. Rajd Polski) to kolejna, 34 edycja rajdu samochodowego Rajd Polski rozgrywanego w Polsce. Rozgrywany był od 12 do 13 lipca 1974 roku. Bazą rajdu był Kraków. Rajd był szesnastą rundą Rajdowych Mistrzostw Europy w roku 1974 oraz trzecią rundą Rajdowego Pucharu Pokoju i Przyjaźni w roku 1974. Liczył 27 odcinków specjalnych.
Rajd nie należał do udanych pod względem organizacyjnym. Najpierw Sobiesław Zasada jadący dwunasty odcinek specjalny Górki-Strachocina zderzył się czołowo z samochodem sędziowskim, który pokonywał tę trasę pod prąd. Następnie po zakończeniu rajdu przez kilkadziesiąt godzin sędziowie nie mogli doliczyć się oficjalnych wyników rajdu.

## Wyniki końcowe rajdu[10][2]
| Miejsce | Kierowca             | Pilot             | Samochód                 | Czas    | Strata |
| ------- | -------------------- | ----------------- | ------------------------ | ------- | ------ |
| 1       | Klaus Rüssling       | Wolfgang Weiss    | Porsche 911 Carrera RS   | 2:11:52 | -      |
| 2       | Błażej Krupa         | Jerzy Landsberg   | Renault 12 Gordini       | 2:13:44 | +1:52  |
| 3       | Ilia Chubrikov       | Taskov Atanas     | Renault 12 Gordini       | 2:17:34 | +5:42  |
| 4       | Lelio Lattari        | Marek Szramowski  | Alfa Romeo 2000 GTV      | 2:19:29 | +7:37  |
| 5       | Krzysztof Komornicki | Jacek Różański    | Polski Fiat 125p MC 1600 | 2:21:09 | +9:17  |
| 6       | Maciej Stawowiak     | Jan Czyżyk        | Polski Fiat 125p MC 1600 | 2:21:59 | +10:07 |
| 7       | Attila Ferjáncz      | Jenő Zsenbery     | Renault 12 Gordini       | 2:23:34 | +11:42 |
| 8       | Ryszard Żyszkowski   | Jerzy Żyszkowski  | Polski Fiat 125p         | 2:28:12 | +16:20 |
| 9       | Horst Holcheimer     | Rudolf Huber      | Fiat 128                 | 2:29:05 | +17:13 |
| 10      | Horst Niebergall     | Winfried Heitzman | Wartburg 353             | 2:29:33 | +17:41 |

1. 1 2 3 4 5  Nieliczony w klasyfikacji RSMP

## KlasyfikacjaRSMP[11][12]
| Miejsce | Kierowca             | Pilot              | Samochód                 | Czas    | Strata |
| ------- | -------------------- | ------------------ | ------------------------ | ------- | ------ |
| 1       | Błażej Krupa         | Jerzy Landsberg    | Renault 12 Gordini       | 2:13:44 | 0.00   |
| 2       | Lelio Lattari        | Marek Szramowski   | Alfa Romeo 2000 GTV      | 2:19:29 | +5:45  |
| 3       | Krzysztof Komornicki | Jacek Różański     | Polski Fiat 125p MC 1600 | 2:21:09 | +7:25  |
| 4       | Maciej Stawowiak     | Jan Czyżyk         | Polski Fiat 125p MC 1600 | 2:21:59 | +8:15  |
| 5       | Ryszard Żyszkowski   | Jerzy Żyszkowski   | Polski Fiat 125p         | 2:28:12 | +14:28 |
| 6       | Henryk Mandera       | Kazimierz Poleński | Wartburg 353             | 2:30:39 | +16:55 |
| 7       | Tomasz Ciecierzyński | Piotr Mystkowski   | Polski Fiat 125p 1500    | 2:32:14 | +18:30 |
| 8       | Janusz Książkiewicz  | Józef Ważny        | Polski Fiat 125p 1500    | 2:34:31 | +20:47 |
| 9       | Marian Bień          | Wiesław Nicieja    | Polski Fiat 125p 1500    | 2:34:32 | +20:48 |
| 10      | Marek Karczewski     | Piotr Dąbkowski    | Polski Fiat 125p 1500    | 2:36:50 | +23:05 |

## KlasyfikacjaCoPaF[13]
| Miejsce | Kierowca             | Pilot            | Samochód                 | Czas    | Strata |
| ------- | -------------------- | ---------------- | ------------------------ | ------- | ------ |
| 1       | Błażej Krupa         | Jerzy Landsberg  | Renault 12 Gordini       | 2:13:44 | 0.00   |
| 2       | Ilia Chubrikov       | Taskov Atanas    | Renault 12 Gordini       | 2:17:34 | +3:50  |
| 3       | Krzysztof Komornicki | Jacek Różański   | Polski Fiat 125p MC 1600 | 2:21:09 | +7:25  |
| 4       | Maciej Stawowiak     | Jan Czyżyk       | Polski Fiat 125p MC 1600 | 2:21:59 | +8:15  |
| 5       | Attila Ferjáncz      | Jenő Zsenbery    | Renault 12 Gordini       | 2:23:34 | +9:50  |
| 6       | Ryszard Żyszkowski   | Jerzy Żyszkowski | Polski Fiat 125p         | 2:28:12 | +14:28 |